# Sally-Anne Stapleford
Sally-Anne Stapleford (née le 7 juillet 1945 à Worthing en Angleterre), est une patineuse artistique, arbitre et juge international britannique. Quintuple championne de Grande-Bretagne dans les années 1960, elle a été vice-championne d'Europe en 1965.

## Biographie

### Carrière sportive
Sally-Anne Stapleford a suivi les traces de son père Harvey Stapleford (1912-†1983) dans le domaine sportif, car celui-ci était joueur de hockey-sur-glace.
Elle s'oriente vers un sport de glace comme son père. Elle va devenir patineuse artistique et va dominer son sport au Royaume-Uni en remportant cinq titres nationaux consécutifs entre 1964 et 1968.
Au niveau international, elle participe à six championnats d'Europe (1963 à Budapest, 1964 à Grenoble, 1965 à Moscou où elle conquiert une médaille d'argent, 1966 à Bratislava, 1967 à Ljubljana et 1968 à Västerås), trois mondiaux (1964 à Dortmund, 1966 à Davos et 1967 à Vienne), et deux Jeux olympiques d'hiver (1964 à Innsbruck et 1968 à Grenoble)
Elle quitte le patinage amateur en 1968 après les jeux de Grenoble.

### Reconversion
Après sa carrière sportive, elle est nommée en 1972, arbitre à l'International Skating Union (ISU) pour les catégories individuelles et de couples artistiques. Entre 1988 et 2002, elle a été membre du comité technique de patinage artistique au sein de l'ISU, et l'a même présidée entre 1992 à 2002.
Depuis 1995, elle est également présidente de la National Ice Skating Association (NISA), la fédération de patinage du Royaume-Uni.
En 2002, elle a été un lanceur d'alerte dans le scandale qui a touché le patinage artistique aux jeux olympiques d'hiver de 2002 à Salt Lake City, car elle a été la personne à qui la juge française Marie-Reine Le Gougne s'est confiée après la compétition des couples artistiques. Quelques mois plus tard, Sally-Anne Stapleford perd sa position dans le comité technique de l'ISU, en raison notamment de ses critiques envers le nouveau système de notation. En effet, elle n'est pas convaincu que celui-ci empêche les nouveaux cas de corruption ou d'incompétence de certains juges. Elle essaye alors de fonder une nouvelle fédération internationale avec d'autres Officiels du monde du patinage, la World Skating Federation (WSF), pour supplanter l'ISU, mais elle échoue dans sa tentative.

## Palmarès
| Compétition                     | 1963    | 1964    | 1965    | 1966    | 1967    | 1968    |  |  |  |  |  |  |  |  |
| Jeux olympiques d'hiver         |         | 11e     |         |         |         | 11e     |  |  |  |  |  |  |  |  |
| Championnats du monde           |         | 8e      | F       | 13e     | 6e      | F       |  |  |  |  |  |  |  |  |
| Championnats d’Europe           | 5e      | 4e      | 2e      | 7e      | 4e      | 5e      |  |  |  |  |  |  |  |  |
| Championnats de Grande-Bretagne | 3e      | 1re     | 1re     | 1re     | 1re     | 1re     |  |  |  |  |  |  |  |  |
|                                 |         |         |         |         |         |         |  |  |  |  |  |  |  |  |
| Autre Compétition               | 1962/63 | 1963/64 | 1964/65 | 1965/66 | 1966/67 | 1967/68 |  |  |  |  |  |  |  |  |
| Trophée Richmond                | 8e      |         |         |         |         |         |  |  |  |  |  |  |  |  |
| Légende : F = Forfait           |         |         |         |         |         |         |  |  |  |  |  |  |  |  |